# Bordertown (serie animata)
Bordertown è una serie televisiva animata creata da Mark Hentemann e prodotta da Seth MacFarlane nel 2016, per il network Fox. Il 12 maggio 2016 la Fox cancella la serie a causa dei bassi indici d'ascolto.

## Trama
La serie narra le quotidianità di Bud Buckwald ed Ernesto Gonzalez, vicini di casa ma uomini agli antipodi, il primo è una goffa guardia di confine, ex militare e ultraconservatore, teme che l'America venga "invasa" dai messicani e palesa la sua diffidenza verso questi ultimi praticamente in ogni situazione, nonostante i suoi familiari si impegnino per convincerlo del contrario. Ernesto è il vicino di casa di Bud, immigrato dal Messico assieme a tutta la sua famiglia, ha un'impresa di giardinaggio ed ha modi amichevoli nei confronti dello scontroso vicino.

## Episodi
| Stagione       | Episodi | Prima TV Stati Uniti | Prima TV Italia |
| -------------- | ------- | -------------------- | --------------- |
| Prima stagione | 13      | 2016                 | 2016            |

## Personaggi
- Bud Buckwald, un agente di polizia di frontiera, razzista verso i messicani, motivo per il quale non accetta alcun tipo di amicizia soprattutto con Ernesto.
- Ernesto Gonzalez, vicino di casa messicano di Bud, ha vissuto in Mexifornia per 20 anni. Costantemente alla ricerca dell'amicizia di Bud, non viene ricambiato. Ha una ditta di pulizia dei giardini.
- Maria Gonzalez, moglie di Ernesto e madre di Pepito e Ruiz. Odia Bud per i suoi atteggiamenti razzisti.
- Juan Carlos Gonzalez, nipote ventunenne di Ernesto e fidanzato di Becky.
- Pablo Barracuda, il più grande signore della droga in Mexifornia. Killer senza scrupoli, fa uccidere molti oppositori.
- Il Tagliatesta, servo di Pablo Barracuda, uccide molti suoi oppositori, nonostante egli abbia un carattere molto debole e gentile.
- Janice Buckwald, moglie di Bud e madre di Becky, Sanford e Gert.
- Becky Buckwald, figlia diciottenne di Bud e Janice e fidanzata di J.C. nonostante la sua bruttezza.
- Sanford Buckwald, figlio ventiquattrenne di Janice e Bud.
- Gert Buckwald, figlia di 5 anni di Bud e Janice. Ha un animo malvagio.
- Pepito Gonzalez, figlio più giovane di Ernesto e Maria. In alcuni episodi si rivela essere schizofrenico.
- Ruiz Gonzalez, figlio primogenito di Ernesto e Maria. Non compare molto nella serie.
- El Coyote, un imbroglione messicano che cerca sempre di attraversare il confine. Protagonista di una gag iniziale della serie, dove batte correndo Bud, a volte anche con strani trucchetti o gadget.

## Doppiaggio
| Personaggio              | Doppiatore originale | Doppiatore italiano |
| ------------------------ | -------------------- | ------------------- |
| Bud Buckwald             | Hank Azaria          | Massimo De Ambrosis |
| Ernesto Gonzalez         | Nicholas Gonzalez    | Luca Dal Fabbro     |
| J.C. Gonzalez            | Nicholas Gonzalez    | Luigi Ferraro       |
| Pablo Barracuda          | Nicholas Gonzalez    | Alessandro Quarta   |
| Janice Buckwald          | Alex Borstein        | Cinzia De Carolis   |
| Becky Buckwald           | Alex Borstein        | Silvia Tortarolo    |
| Maria Gonzalez           | Stephanie Escajeda   | Rossella Acerbo     |
| Sanford Buckwald         | Judah Friedlander    | Roberto Gammino     |
| Gert Buckwald            | Missi Pyle           | Gaia Bolognesi      |
| Pepito Gonzalez          | Jacqueline Piñol     | Daniele De Ambrosis |
| Ruiz Gonzalez            | Efren Ramirez        | Corrado Conforti    |
| El Coyote                | Carlos Alazraqui     | Pino Insegno        |
| Steve Hernandez          | John Veiner          | Roberto Stocchi     |
| George                   | ?                    | Simone Mori         |
| Bryce                    | Mark Hentemann       | Vladimiro Conti     |
| Tagliateste di Barracuda | ?                    | Alessandro Ballico  |
| Reverendo Fantastic      | ?                    | Paolo Buglioni      |
| Peter Griffin            | Seth McFarlane       | Mino Caprio         |
| Papa Panchito            | ?                    | Mino Caprio         |